# Thirstyroad
thirstyroad（サースティロード）は、岩田秀総（vo,g）、中嶋成臣（g）、松本裕之（b）の3人からなる沖縄在住のJ-POPバンド。アップロード所属。

## メンバー
- 岩田秀総（いわたひでふさ、1976年7月16日 - ）- 神奈川県出身、沖縄県宜野湾市在住

プロデューサーとしても活動。WaT「君が僕にKissをした」「うぃずあす」「明日へ」等
- 中嶋成臣（なかしまなるとみ、1976年11月24日 - ）- 神奈川県出身、沖縄県宜野湾市在住
- 松本裕之（まつもとひろゆき、1975年8月7日 - ）- 栃木県出身、沖縄県宜野湾市在住

## ディスコグラフィー

### シングル
インディーズ
1. 雨の日曜日 (2005年9月)
2. 風舞 (2007年9月9日)

### アルバム
インディーズ
1. OVERFLOW－溢れる想い (1st MINIALBUM) (2006年8月23日)
  1. Why don't you go?
  2. この声で
  3. あなたに出会うまで・・・
  4. 雨の日曜日
  5. あなたに出会うまで・・・（Instrumental）
  6. 片想い-ボーナストラック-
  7. ＋映像特典：M-3．4PV収録(CD-EXTRA)

1. たった一人のエール (2nd MINIALBUM) (2008年4月2日)
  1. kiss ※マリエールオークパインCMソング
  2. ナミダ
  3. 風舞
  4. 約束
  5. 空色の場所※沖縄電力CMソング
  6. 旅に出よう
  7. たった一人のエール

1. 明日の扉〜ALL THE BEST 2005-2010〜 (3rd ALBUM) (2010年2月24日)
  1. 明日の扉
  2. kiss~Sweet ver.~
  3. あなたに出会うまで…
  4. 空色の場所
  5. CHANGE
  6. 時の轍
  7. 風舞
  8. LOVE
  9. 楓~かえで~
  10. たった一人のエール
  11. 雨の日曜日
  12. いつものように~Acoustic ver.~

メジャー
1. たった一人のエール (4th ALBUM) (2008年9月24日)
  1. たった一人のエール ※日本テレビ系　汐留イベント部　エンディングテーマ
  2. 花火
  3. LOVE※WOWOWヨーロッパサッカー　テーマソング
  4. CHANGE
  5. サヨナラ
  6. 東京
  7. 楓〜かえで〜